# Paratorchus humilis
Paratorchus humilis – gatunek chrząszczy z rodziny kusakowatych i podrodziny Osoriinae.
Gatunek ten opisany został w 1982 roku przez H. Pauline McColl jako Paratrochus humilis. W 1984 roku ta sama autorka zmieniła nazwę rodzaju na Paratorchus, w związku z wcześniejszym użyciem poprzedniej nazwy dla rodzaju mięczaków.
Chrząszcz o walcowatym ciele długości od 3 do 4,2 mm, barwy rudobrązowej lub żółtawobrązowej. Wierzch ciała ma umiarkowanie grubo punktowany oraz umiarkowanie owłosiony. Długość szczecinek jest nie mniejsza niż odległości między nimi. Owalne oczy złożone budują 4 wypukłe omatidia. Przedplecze ma od 0,53 do 0,58 mm długości. Pokrywy charakteryzują tępe, prawie proste kąty ramieniowe. Odwłok ma dziewiąty tergit niezbyt silnie wydłużony ku tyłowi w dwa krótkie, spiczaste wyrostki tylne o średnim rozstawie. U samca ósmy sternit odwłoka ma płytkie wgłębienie środkowe, a narząd kopulacyjny ma wąskonasadowy wyrostek boczny zakrzywiony wokół tak długiej jako on części rurkowatej oraz drugi wyrostek boczny wychodzący z nasady części rurkowatej i zakrzywiony w kierunku przeciwnym. Samicę cechuje owalna, przeciętnie zesklerotyzowana spermateka o wymiarach 0,15 × 0,1 mm, zaopatrzona w guzowatość wierzchołkowej.
Owad endemiczny dla Nowej Zelandii, znany ze środkowej części Wyspy Południowej. Spotykany jest w ściółce, próchnicy i mchach, na wysokości od 60 do 1158 m n.p.m.